# Ketchupvampyrerna
Ketchupvampyrerna (Die Ketchup-Vampire) är en tecknad tysk TV-serie, producerad 1991-1994. I Sverige sändes den på Barntrean på TV 3. Serien består av 26 avsnitt och handlar om en familj vampyrer som har slutat dricka blod och dricker ketchup och dylikt istället och deras kamp mot de vanliga blodsugande vampyrerna.